# 卡佩洛區
卡佩洛區（西班牙語：Distrito de Capelo），是秘魯的一個區，位於該國東北部洛雷託大區的雷克納省，始建於1946年7月20日，面積842.37平方公里，海拔高度118米，2005年人口3,926，人口密度每平方公里4.7人。